# Strajk (film 1914)
Strajk (szw. Strejken)  – szwedzki niemy film dramatyczny z 1914 roku w reżyserii Victora Sjöströma.

## Obsada
- Victor Sjöström – Karl Bernsson / Gustav Bernsson
- Alfred Lundberg – Charles Hagberg
- Lilly Jacobsson – Gurli
- John Ekman – Boberg
- Victor Arfvidson
- Carl Borin
- Ernst Eklund
- William Larsson
- Eric Lindholm
- Richard Lund
- Anton Gambetta Salmson